# Ježasto stupolik kaktus
Ježasto stupolik kaktus (ehinocereus, lat. Echinocereus) rod u porodici kaktusa, postrojbina su mu južni dio SAD-a i Meksiko

## Uzgoj
Ovaj kaktus se smatra jedan od najljepših i najbogatijih cvatućih primjeraka. Ta biljka ima prekrasno obojene cvjetove i što je rijetko kod kaktusa - cvjetovi dugo traju, 7 – 10 dana. Traži običnu mješavinu zemlje i zalijevanje koje se prekida za hladnog vremena. Obilno cvatu ako ih blago zasjenimo. Neke vrste dobro podnose hladnoću ako se ne zalijevaju zimi.

## Vrste
1. Echinocereus acifer (Otto ex Salm-Dyck) Haage
2. Echinocereus adustus Engelm.
3. Echinocereus apachensis W.Blum & Rutow
4. Echinocereus arizonicus Rose ex Orcutt
5. Echinocereus bakeri W.Blum, Oldach & J.Oldach
6. Echinocereus barthelowanus Britton & Rose
7. Echinocereus berlandieri (Engelm.) Haage
8. Echinocereus bonkerae Thornber & Bonker
9. Echinocereus brandegeei (J.M.Coult.) Schelle
10. Echinocereus bristolii W.T.Marshall
11. Echinocereus canus D.Felix & H.Bauer
12. Echinocereus canyonensis Clover & Jotter
13. Echinocereus chisoensis W.T.Marshall
14. Echinocereus cinerascens (DC.) Lem.
15. Echinocereus coccineus Engelm.
16. Echinocereus dasyacanthus Engelm.
17. Echinocereus engelmannii (Parry ex Engelm.) Lem.
18. Echinocereus enneacanthus Engelm.
19. Echinocereus fasciculatus (Engelm. ex B.D.Jacks.) L.D.Benson
20. Echinocereus felixianus H.Bauer
21. Echinocereus fendleri (Engelm.) Sencke ex Haage
22. Echinocereus ferreirianus H.E.Gates
23. Echinocereus freudenbergeri G.Frank
24. Echinocereus grandis Britton & Rose
25. Echinocereus gurneyi (L.D.Benson) W.Blum, Oldach & J.Oldach
26. Echinocereus knippelianus Liebner
27. Echinocereus kroenleinii (Mich.Lange) W.Blum & Waldeis
28. Echinocereus × kunzei Gürke
29. Echinocereus laui G.Frank
30. Echinocereus ledingii Peebles
31. Echinocereus leucanthus N.P.Taylor
32. Echinocereus longisetus (Engelm.) Lem.
33. Echinocereus mapimiensis E.F.Anderson, W.C.Hodg. & P.Quirk
34. Echinocereus maritimus (M.E.Jones) K.Schum.
35. Echinocereus × neomexicanus Standl.
36. Echinocereus nicholii (L.D.Benson) B.D.Parfitt
37. Echinocereus nivosus Glass & R.A.Foster
38. Echinocereus occidentalis (N.P.Taylor) W.Rischer, S.Breckw. & Breckw.
39. Echinocereus ortegae Rose
40. Echinocereus pacificus (Engelm.) Britton & Rose
41. Echinocereus palmeri Britton & Rose
42. Echinocereus pamanesiorum A.B.Lau
43. Echinocereus papillosus Linke ex C.F.Först. & Rümpler
44. Echinocereus parkeri N.P.Taylor
45. Echinocereus pectinatus (Scheidw.) Engelm.
46. Echinocereus pentalophus (DC.) Engelm. ex Haage
47. Echinocereus polyacanthus Engelm.
48. Echinocereus poselgeri Lem.
49. Echinocereus primolanatus Fritz Schwarz ex N.P.Taylor
50. Echinocereus pseudopectinatus (N.P.Taylor) N.P.Taylor
51. Echinocereus pulchellus (Mart.) K.Schum.
52. Echinocereus rayonesensis N.P.Taylor
53. Echinocereus reichenbachii (Terscheck) Haage
54. Echinocereus relictus Wellard
55. Echinocereus rigidissimus (Engelm.) Hirscht
56. Echinocereus × roetteri (Engelm.) Engelm. ex Rümpler
57. Echinocereus russanthus D.Weniger
58. Echinocereus salm-dyckianus Scheer
59. Echinocereus santaritensis W.Blum & Rutow
60. Echinocereus scheeri (Salm-Dyck) Scheer
61. Echinocereus schereri G.Frank
62. Echinocereus schmollii (Weing.) N.P.Taylor
63. Echinocereus sciurus (Brandegee) Dams
64. Echinocereus scopulorum Britton & Rose
65. Echinocereus spinigemmatus A.B.Lau
66. Echinocereus stolonifer W.T.Marshall
67. Echinocereus stramineus (Engelm.) Haage
68. Echinocereus subinermis Salm-Dyck ex Scheer
69. Echinocereus triglochidiatus Engelm.
70. Echinocereus viereckii Werderm.
71. Echinocereus viridiflorus Engelm.
72. Echinocereus waldeisii Haugg
73. Echinocereus websterianus G.E.Linds.
74. Echinocereus yavapaiensis M.A.Baker